# Isabella Ochichi
Isabella Ochichi, née le 28 octobre 1979 à Kisii, est une athlète kényane, pratiquant le fond.
Elle a d'abord privilégié les courses sur route, principalement en France, pays où elle partage ses entraînements avec le Kenya. La route lui offre les moyens de gagner sa vie par rapport à la piste où la concurrence est énorme. Puis peu à peu, elle intègre les équipes nationales du Kenya, tout d'abord en cross country. Après une première expérience aux Championnats du monde d'athlétisme 2003 avec une 5e place sur 5 000 mètres, elle remporte la médaille d'argent sur 5 000 mètres aux Jeux olympiques 2004 à Athènes.

## Palmarès

### Jeux olympiques d'été
- Jeux olympiques d'été de 2004 à Athènes ( Grèce)
  -  Médaille d'argent sur 5 000 m

### Jeux du Commonwealth
- Jeux du Commonwealth de 2006 à Melbourne ( Australie)
  -  Médaille d'or sur 5 000 m

### Autres
- -  Médaille d'or aux championnats du monde de cross court par équipe en 2002
  - vainqueur de Paris-Versailles 2001